# Sierra-Madre-Spitzmausratte

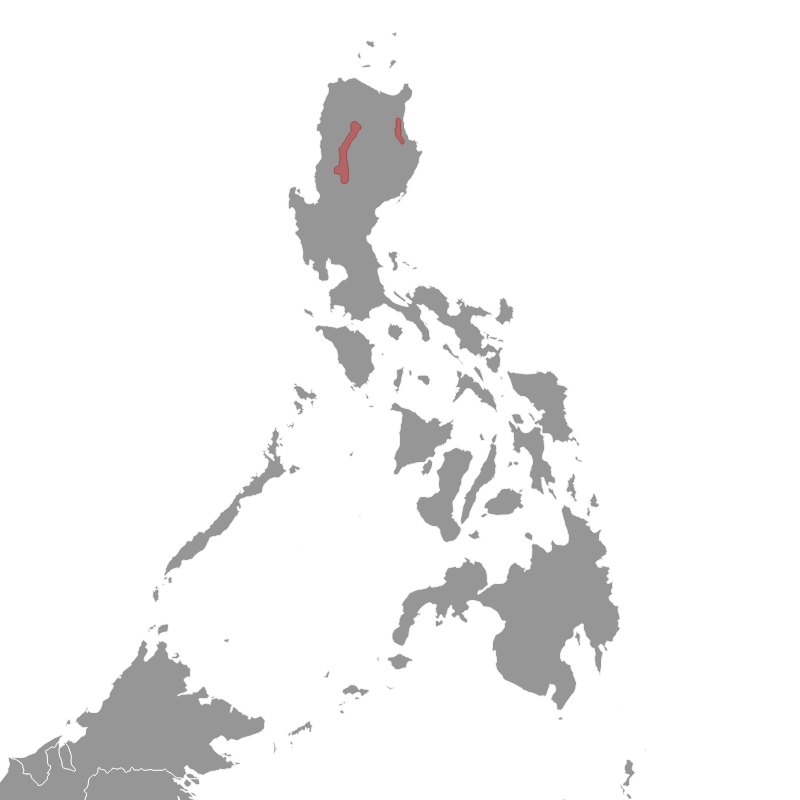
Verbreitungsgebiet der Sierra-Madre-Spitzmausratte

Die Sierra-Madre-Spitzmausratte oder Palanan-Spitzmausratte (Soricomys musseri) ist ein auf der philippinischen Insel Luzon endemisches Nagetier in der Unterfamilie der Altweltmäuse. Sie wurde bis zum Jahr 2012 in der Gattung Archboldmäuse (Archboldomys) geführt. Der nächste Verwandte ist vermutlich die Leonardo-Co-Spitzmausratte (Soricomys leonardocoi). Auch mit den Luzon-Streifenratten (Chrotomys) und den Nasenratten (Rhynchomys) ist das Tier wahrscheinlich näher verwandt als mit den Archboldmäusen. Das Typusexemplar stammt aus dem Gebirge Sierra Madre. Darauf und auf eine Stadt in der Nähe beziehen sich die deutschen Trivialnamen.

## Merkmale
Erwachsene Tiere sind mit Schwanz 180 bis 198 mm lang, die Schwanzlänge beträgt 88 bis 93 mm und das Gewicht liegt bei 30 bis 32 g. Es sind 19 bis 25 mm lange Hinterfüße und etwa 15 mm lange Ohren vorhanden. Mit der zugespitzten Schnauze und den kleinen Augen erinnert dieses Nagetier an eine Spitzmaus. Die Nase ist jedoch nicht beweglich, wie es bei der Luzon-Spitzmaus (Crocidura grayi) der Fall ist. Außerdem ist die Art größer. Das rotbraune Fell kann unterseits leicht heller sein. Ein weiteres Merkmal sind die großen Hoden der Männchen. Bei ähnlichen Vertretern der Gattung Philippinen-Waldmäuse (Apomys) aus der Region ist der hintere Teil des Schwanzes weiß. Die vier paarig angeordneten Zitzen der Weibchen liegen im Leistenbereich.

## Verbreitung und Lebensweise
Diese Spitzmausratte lebt im nördlichen Teil der Insel Luzon in den östlichen und westlichen Gebirgen. Die meisten Funde stammen von 1500 bis 1650 Meter Höhe. Die tagaktive Art hält sich auf dem Boden in moosbewachsenen Wäldern auf. Sie versteckt sich in der Laubschicht oder im flachen Bewuchs. Zur Nahrung zählen Regenwürmer und andere Würmer, Insekten und andere Wirbellose.

## Gefährdung
Die urtümlichen Wälder, in denen die Sierra-Madre-Spitzmausratte lebt, sind schwer zugänglich für Menschen. In geeigneten Habitaten scheint die Art häufig zu sein. Die IUCN listet sie als nicht gefährdet (least concern).